# Greg Minor
Pour les articles homonymes, voir Minor.
Greg Magado Minor (né le 18 septembre 1971 à Sandersville, Géorgie) est un ancien joueur américain de basket-ball de NBA.

## Biographie
Issu de l'université de Louisville, il réussit des moyennes de 12,6 points et 5,6 rebonds par match en trois saisons, Minor est sélectionné par les Clippers de Los Angeles au 25e rang de la draft 1994. Il est immédiatement transféré par les Clippers contre le vétéran Mark Jackson aux Pacers de l'Indiana contre Malik Sealy, Pooh Richardson et le rookie Eric Piatkowski. Il est évincé de l'effectif des Pacers avant le début de la saison 1994-1995, mais rejoint les Celtics de Boston en tant qu'agent libre le 19 octobre.
Minor reste avec les Celtics durant les cinq années de sa carrière (1994–1999), pour une moyenne de 6,9 points par match.